# Гипотеза Полиньяка
Гипо́теза Полинья́ка — теоретико-числовая гипотеза, выдвинутая французским математиком Альфонсом де Полиньяком в 1849 году:
Для любого чётного числа {\displaystyle n} найдется бесконечно много пар соседних простых чисел, разность между которыми равна {\displaystyle n}.
В 2013 Чжан Итан показал, что {\displaystyle \liminf _{n\to \infty }g_{n}<7\cdot 10^{7}}, то есть что пар простых чисел, разность между которыми не превосходит 70 миллионов, бесконечно.
Позже эта оценка многократно уменьшалась, вплоть до 246.